# جلال أباد (سميرم)
جلال أباد هي قرية في مقاطعة سميرم، إيران. عدد سكان هذه القرية هو 124 في سنة 2006.